# Darageh-ye Loţfollāh
Darageh-ye Loţfollāh (persiska: دَرَكِۀ لُطف اللَّه, درگه لطف الله, Darakeh-ye Loţfollāh) är en ort i Iran.   Den ligger i provinsen Västazarbaijan, i den nordvästra delen av landet, 500 km väster om huvudstaden Teheran. Darageh-ye Loţfollāh ligger 1 281 meter över havet och antalet invånare är 461.
Terrängen runt Darageh-ye Loţfollāh är huvudsakligen platt, men söderut är den kuperad. Runt Darageh-ye Loţfollāh är det ganska tätbefolkat, med 80 invånare per kvadratkilometer. Närmaste större samhälle är Ḩājjī Khvosh, 16,9 km öster om Darageh-ye Loţfollāh. Trakten runt Darageh-ye Loţfollāh består i huvudsak av gräsmarker.